# Bistum Gallup
Das Bistum Gallup (lat.: Dioecesis Gallupiensis) ist eine in den Vereinigten Staaten von Amerika gelegene römisch-katholische Diözese mit Sitz in Gallup, New Mexico.

## Geschichte
Das Bistum Gallup wurde am 16. Dezember 1939 durch Papst Pius XII. aus Gebietsabtretungen des Erzbistums Santa Fe und des Bistums Tucson errichtet und dem Erzbistum Santa Fe als Suffraganbistum unterstellt.

## Territorium
Das Bistum Gallup umfasst die im Bundesstaat New Mexico gelegenen Gebiete Catron County, Cibola County, McKinley County und San Juan County sowie die im Bundesstaat Arizona gelegenen Gebiete Apache County und Navajo County.

## Bischöfe von Gallup
- Bernard T. Espelage OFM, 1940–1969
- Jerome Joseph Hastrich 1969–1990
- Donald Edmond Pelotte SSS, 1990–2008
- James Sean Wall, seit 2009

## Weblinks

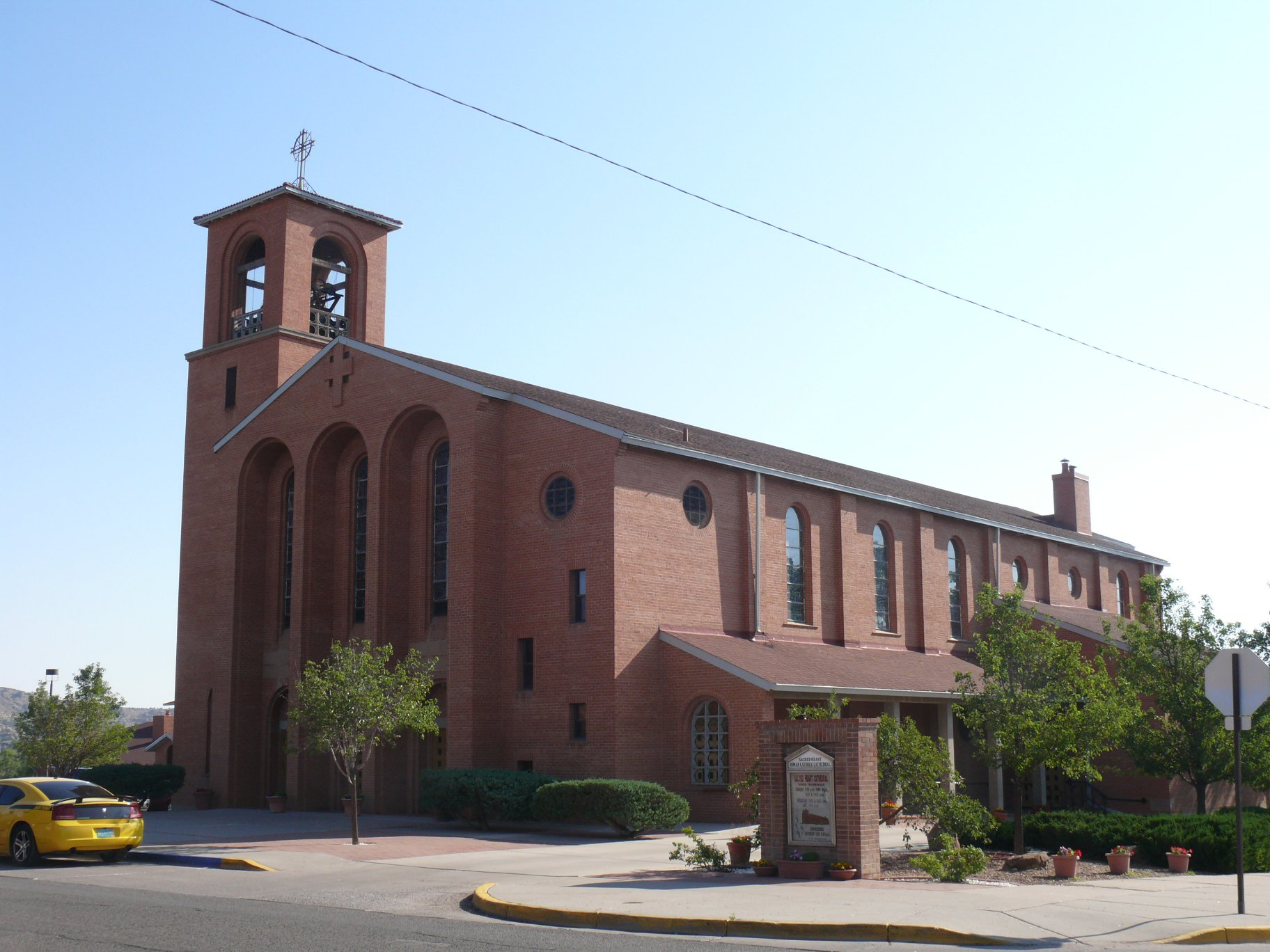
Kathedrale: Sacred Heart in Gallup